# Fatima Whitbread
Fatima Whitbread (Stoke Newington, 3 maart 1961) is een voormalige Britse atlete, die was gespecialiseerd in het speerwerpen. In deze discipline werd ze wereldkampioene, Europees kampioene en meervoudig Brits kampioene. Ze nam driemaal deel aan de Olympische Spelen en won hierbij twee olympische medailles (zilver en brons).

## Biografie

### Treurige jeugd
Whitbread werd als kind van een Cypriotisch-Turkse moeder en een Cyptiotisch-Griekse vader geboren en beleefde een treurige jeugd. Ze werd als baby te vondeling gelegd in een appartement in Noord-Londen. Na drie-vier dagen werd ze door de buren gevonden, die zich afvroegen waar de herrie vandaan kwam. Hierna moest ze vier maanden worden opgenomen in een ziekenhuis om te herstellen van de ondervoeding en ging hierna naar een kindertehuis. Op vijfjarige leeftijd zat ze in een kindertehuis in Hertfordshire. Hierna ging ze terug naar haar biologische moeder in Ockingdon, maar de situatie verbeterde niet. Ze ging weer terug naar het kindertehuis, omdat ze door de vriend van haar moeder seksueel werd misbruikt. Op elfjarige leeftijd begon ze met speerwerpen. Ze werd getraind door Margaret Whitbread en op veertienjarige leeftijd werd ze door de Whitbread-familie geadopteerd. Ze groeide op in Chadwell St. Mary.

### Eerste successen
Fatima Whitbread behaalde haar eerste internationale succes in 1979 met het winnen van de titel bij het speerwerpen op de Europese kampioenschappen voor junioren. Begin jaren tachtig werd zij de grote rivale van haar landgenote Tessa Sanderson. Op de eerste wereldkampioenschappen in het Finse Helsinki in 1983 werd ze door Tiina Lillak in de laatste worp verslagen.

### Europees en wereldkampioene
Op de Europese kampioenschappen van 1986 in Stuttgart was ze in de vorm van haar leven. Whitbread verbeterde in de kwalificatieronde het wereldrecord naar 77,44 m en won in de finale een gouden medaille met 76,32. Op de WK van 1987 in Rome werd ze wereldkampioene.

### Olympisch eremetaal
In 1984 won Whitbread op de Olympische Spelen van 1984 in Los Angeles een bronzen medaille. Met een beste worp van 69,56 eindigde ze achter haar landgenote Tessa Sanderson (goud) en de Finse Tiina Lillak (zilver). Op de Olympische Spelen van 1988 in Seoel won ze een zilveren medaille achter de Oost-Duitse Petra Felke (goud) en voor de Oost-Duitse Beate Koch (brons).

### Einde atletiekloopbaan
Wegens een reeks van blessures aan haar rug en schouder was Fatima Whitbread in 1992 genoodzaakt een punt te zetten achter haar sportcarrière. Ze is getrouwd met Andrew Norman, heeft een zoon en woont in Shenfield, Essex. Ze is nog altijd bij de atletiek betrokken als coach.

## Titels
- Wereldkampioene speerwerpen - 1987
- Europees kampioene speerwerpen - 1986
- Brits kampioene speerwerpen - 1981, 1982, 1983, 1984, 1985, 1986, 1987, 1988
- AAA-kampioene speerwerpen - 1981, 1982, 1983, 1984, 1986, 1987
- Europees jeugdkampioene speerwerpen - 1979

## Persoonlijk record
| Onderdeel               | Prestatie       | Datum            | Plaats    |
| ----------------------- | --------------- | ---------------- | --------- |
| speerwerpen (oud model) | 77,44 m (ex-WR) | 28 augustus 1986 | Stuttgart |

## Palmares

### speerwerpen
- 1979:  EJK - 58,02 m
- 1982:  Gemenebestspelen - 58,86 m
- 1983:  Europese beker - 69,04 m
- 1983:  WK - 69,14 m
- 1984:  OS - 67,14 m
- 1985:  Europese beker - 71,90 m
- 1985:  Wereldbeker - 65,12 m
- 1986:  Gemenebestspelen - 68,54 m
- 1986:  EK - 76,32 m
- 1987:  WK - 76,64 m
- 1988:  OS - 70,32 m

## Onderscheidingen
- BBC Sports Personality of the Year - 1987

1983 Tiina Lillak ·
1987 Fatima Whitbread ·
1991 Xu Demei ·
1993 Trine Hattestad ·
1995 Natalja Sjykolenko ·
1997 Trine Hattestad ·
1999 Mirela Maniani ·
2001 Osleidys Menéndez ·
2003 Mirela Maniani ·
2005 Osleidys Menéndez ·
2007 Barbora Špotáková ·
2009 Steffi Nerius ·
2011 Barbora Špotáková ·
2013 Christina Obergföll ·
2015 Katharina Molitor ·
2017 Barbora Špotáková ·
2019 Kelsey-Lee Barber ·
2022 Kelsey-Lee Barber ·
2023 Haruka Kitaguchi
- Gemeinsame Normdatei: 118948113
- World Athletics: 14351668
- International Standard Name Identifier: 0000 0000 2015 1923
- Library of Congress Control Number: nb2013004923
- Virtual International Authority File: 3270206
- WorldCat: E39PBJk4CjxV7WPHfrQvT874MP